# 8 Tage
8 Tage ist eine Endzeit-Miniserie, die von Sky Deutschland und der Produktionsfirma Neuesuper produziert wurde. Die beiden Autoren Peter Kocyla und Rafael Parente entwerfen darin ein Szenario, in dem ein Asteroid in acht Tagen auf der Erde einschlagen soll. Als Regisseure wurden Stefan Ruzowitzky und Michael Krummenacher verpflichtet. Die Serie soll zeigen, wie verschiedene Menschen mit dem drohenden Weltuntergang umgehen. In den Hauptrollen spielen Christiane Paul und Mark Waschke. Die ersten beiden Folgen wurden im Februar 2019 im Rahmen der Reihe Berlinale Series in der Sektion Berlinale Special auf der 69. Berlinale gezeigt. Die Veröffentlichung  auf Sky folgte am 1. März 2019.

## Handlung
Die Erde wird von einem Asteroiden mit einem Durchmesser von 60 Kilometern bedroht, der mit 30.000 km/h direkt auf Europa zurast und bei La Rochelle in Frankreich einschlagen soll. Versuche der USA, mittels Atomraketen den Asteroiden zu sprengen oder von der Erde abzulenken, scheitern. Die Überlebenschancen in Zentraleuropa liegen praktisch bei Null, sodass sich viele auf die Flucht begeben, andere arrangieren sich mit dem bevorstehenden Ende. Die Grenzen von Europa wurden abgeriegelt, angrenzende Länder, in denen ein Überleben möglich wäre, nehmen keine Flüchtlinge mehr auf. Auch eine Ausreise in andere Länder ist nur mit speziellen Einreisebeschränkungen möglich.
In mehreren miteinander verwobenen Handlungssträngen werden die letzten 8 Tage einiger Akteure dargestellt. Der Handlungsort ist überwiegend Berlin.
Im Zentrum steht das Ehepaar Uli und Susanne mit seinen beiden Kindern Leonie und Jonas. Die Familie versucht über Polen nach Russland zu fliehen, ein polnischer Fluchthelfer hilft der Familie und versteckt sie in seinem Zuhause. Der jugendliche Sohn des Fluchthelfers versucht Leonie zu vergewaltigen, wird aber von Susanne daran gehindert. In der folgenden Auseinandersetzung zwischen Susanne und der bewaffneten Frau des Fluchthelfers löst sich ein Schuss, der den Sohn des Fluchthelfers schwer verletzt. Susanne bringt die Waffe unter ihre Kontrolle und erschießt damit die Frau des Fluchthelfers. Der Fluchthelfer flieht und auch Susanne und Uli können mit ihren beiden Kindern entkommen.
Hermann, Susannes Bruder, versucht indessen seine Position als Referent der Regierung zu nutzen, um für sich und seine hochschwangere Freundin Marion zwei der begehrten Plätze in einem Evakuierungsflug der U.S. Air Force zu bekommen. Nach vielen Telefonaten scheint dies geklappt zu haben, aber am Flughafen stellt sich heraus, dass nur für ihn ein Platz bereitsteht. Da seine Freundin nicht mit ihm verheiratet ist, steht ihr kein Platz zu. Aufgrund ihrer Schwangerschaft wird ihr dann doch noch ein Platz gewährt, aber beim Check-in wird die Aktion von der Air Force abgebrochen. Niemand wird mehr auf diesem Weg evakuiert.
Klaus, ein Bauunternehmer, hat indessen vorgesorgt und in den letzten Monaten einen Bunker gebaut. In der Bauphase hat sich jedoch seine Frau von ihm entfremdet und Selbstmord begangen. Die gemeinsame Tochter Nora zeigt keine Motivation, im Bunker überleben zu wollen, weshalb ihr Vater sie dort einsperrt. Es gelingt Nora aus dem Bunker zu entkommen. Sie taucht bei ihrem Freund Ben unter und feiert mit diesem, Freunden und Bekannten ausgelassen eine letzte große Party. Ben ist schwer krank und hat nur noch eine Lebenserwartung von wenigen Monaten. Daher hat er zum bevorstehenden Asteroideneinschlag ein besonderes Verhältnis, da er aus seiner Sicht nun nicht mehr alleine sterben muss. Noras Vater missfällt der Umgang mit Ben.
Die Flucht von Susanne und Uli Richtung Osten ist weiter von Schwierigkeiten geprägt. Beim Versuch, auf einen fahrenden Zug aufzuspringen, scheitert Susanne. Leonie springt vom fahrenden Zug wieder ab, während Uli und Jonas auf dem Zug verbleiben. Susanne und Leonie brechen die Flucht ab und kehren nach Berlin zurück. Uli verliert auf der Reise nach Russland zeitweise seinen Sohn, nachdem er mehrfach Probleme mit Russen bekommt, welche im Zug mitfahren und auch weiter in den Osten wollen.
Zwischenzeitlich wird über die Medien die Nachricht verbreitet, dass der Asteroid aufgrund der Atomraketeneinschläge nicht mehr in La Rochelle aufschlagen soll, sondern im russischen Samara nahe der Grenze zum westlichen Kasachstan. Somit ist Zentraleuropa zwar noch betroffen, aber ein Überleben in Bunkern erscheint dort nun möglich.
Egon, der Vater von Susanne und Hermann, lebt auch in Berlin. Er ist verwitwet und trauert seiner Zeit als NVA-Offizier nach. Zu seinen beiden Kindern hat er ein schwieriges Verhältnis. Vor dem Asteroiden will er nicht fliehen. Als er sich gerade umbringen will, findet er durch Zufall ein altes Foto seiner Jugendliebe, was ihm Kraft zu geben scheint. In Rückblenden wird gezeigt, wie er als junger Soldat eine Liebesbeziehung zu einem anderen Soldaten hatte, der aber dann nach Westdeutschland geflohen war. Egon nimmt das erste Mal seit Jahrzehnten telefonisch Kontakt auf. Die beiden nun sehr gealterten Männer verbringen nach dem Aufeinandertreffen einen Tag miteinander und gestehen sich ein, dass sie jeweils die große Liebe ihres Lebens waren. Egons Jugendliebe kehrt aus Loyalität dennoch zu seiner Frau zurück, da diese seit Jahrzehnten an seiner Seite ist. Egon ist enttäuscht, nutzt jedoch die Gelegenheit, die Beziehung zu seinem Sohn zu verbessern und diesem erstmals von seiner Jugendliebe zu erzählen. Am Tage vor dem Einschlag nimmt er sich schließlich in seiner alten Dienstuniform das Leben. Hermann findet zusammen mit seiner frisch angetrauten Frau Marion bei einem Besuch dessen Leiche. Er führt eine Feuerbestattung auf See für den Vater durch.
Für Hermann und Marion wurde die Situation bereits zuvor immer schwieriger. Hermann erpresst seinen ehemaligen Vorgesetzten, um für sich und seine gesamte Familie, also auch für Susanne, Uli und die Kinder, Plätze in einem der Bunker zu erhalten. Dies gelingt ihm auch, die Nummern der Personalausweise werden auf die Liste gesetzt. Es zeigt sich, dass Regierungsmitglieder in einen Skandal verwickelt sind. Anstatt Bunker zu bauen, wurde Geld zur persönlichen Bereicherung abgezweigt. Es stehen somit weit weniger Plätze in Bunkern zur Verfügung und auch Hermann scheint sich bereichert zu haben.
Susanne und Leonie sind in Berlin zurück. Als Leonie mit Klaus’ Tochter Nora in der Partyszene unterwegs ist, erhält Susanne Besuch von Deniz, einem Berliner Polizisten türkischer Abstammung, mit dem sie schon länger eine Affäre hat. Wortlos geben sie sich einer Liebesnacht hin. Leonie findet am nächsten Morgen den ihr fremden Mann im Bett und reißt aus Enttäuschung vorübergehend aus.
Uli kehrt mit seinem wiedergefundenen Sohn auch nach Berlin zurück, die Familie ist somit wieder vereint. Er weiß von Susannes Affäre nichts und Deniz wird von Uli nur als Polizist wahrgenommen.
In Klaus’ Bunker wurde bei der Flucht seiner Tochter ein wichtiger Filter beschädigt. Er nimmt deshalb Kontakt zu seinem Freund Lutz auf, der auch einen Bunker gebaut hat. Obwohl Lutz den Filter vorrätig hat, will er ihn Klaus nicht geben. Im Streit tötet Klaus ihn und plündert einige Gegenstände aus dem Bunker des ehemaligen Freundes. Als zwei von Lutz’ Freunden Klaus verdächtigen, schiebt er die Schuld auf Ben, von dessen Party er seine Tochter Nora wieder in seinen Bunker gebracht, aber nicht eingesperrt hat. Klaus und Lutz’ Freunde stürmen Bens Party in Schutzanzügen mit Kohlendioxidlöschern. Sie erschießen Ben schlussendlich zwar nicht mit Lutz’ Scharfschützengewehr, jedoch erstickt Bens bester Freund.
Susanne, Uli und die beiden Kinder erfahren mittlerweile, dass Plätze in einem Bunker für sie bereitstehen. Sie ziehen in den Bunker ein, der von der Regierung betrieben wird. Scheinbar ist es ein Happy End für die Familie, doch da durch eine Journalistin, die Schwester von Marion, die geheimgehaltenen Orte der Schutzbunker veröffentlicht werden, wird der Bunker bereits am ersten Tag von außen angegriffen. Soldaten und Zivilisten, die keinen Platz erhalten haben, kämpfen sich gewaltsam einen Weg in den Bunker frei. Die Familie kann fliehen, aber viele andere Zivilisten sterben bei den Kämpfen.
Die öffentliche Ordnung ist weitgehend zusammengebrochen. Polizei gibt es kaum mehr, in seiner Dienststelle ist Deniz der einzige Beamte. Auf den Straßen herrscht Chaos.
In den schweren Zeiten versuchen sich die Menschen auch an die Religion zu klammern. In diesem Kontext zeigt sich Robin, ein junger Straftäter, der in den letzten Wochen in einer Kirche untergebracht war. Robin ist offenkundig etwas zurückgeblieben, er kann weder lesen noch schreiben. Sein naives Auftreten verleiht ihm jedoch ein starkes Charisma. Als er einem Drogenabhängigen eher zufällig das Leben rettet, erkennen Umstehende ihn ihm eine Art Retter und behandeln ihn wie eine Reinkarnation von Jesus. Sein Domizil hat Robin auf einem kleinen alten Binnenschiff aufgeschlagen. Auch Leonie ist von seinem Auftreten gefesselt und verliebt sich in ihn. Die beiden haben Sex in einem See.
Uli hat inzwischen von Susannes Affäre erfahren. Nach der gescheiterten Flucht und dem gestürmten Bunker ist das in kurzer Zeit ein weiterer Tiefschlag für ihn. Er lässt sich jedoch kaum etwas anmerken und verbringt zuhause mit der Familie noch einen sehr glücklichen Tag. Er plant, die Familie mit einer vergifteten Lasagne umzubringen, um allen den nahen Untergang zu ersparen. Susanne stellt dies jedoch rechtzeitig fest und verlässt mit den Kindern das Haus.
Deniz bekommt von Klaus das Angebot, mit in dessen Bunker kommen zu dürfen, wenn Deniz die Waffen seiner Dienststelle zu Verteidigungszwecken übergibt. Deniz schließt sich ihm an und bringt die Waffen mit, jedoch gibt er hierbei seine Prinzipien als Polizist nicht auf. Klaus zeigt sich kurz darauf als Sadist, der eine kleine Gruppe Männer um sich geschart hat, die sich „die Überlebenden“ nennen. Für Deniz bleibt dies eine Zweckgemeinschaft, da er sichtlich die aggressiven und egoistischen Verhaltensweisen vom selbsternannten Anführer Klaus verabscheut.
Susanne ist noch nicht gewillt aufzugeben. Auch sie weiß, dass Klaus einen Bunker hat. Sie zieht sich aufreizend an und fährt mit ihren Kindern zu Klaus, um ihn davon zu überzeugen, alle mit in den Bunker zu lassen. Susanne prostituiert sich hierzu für Klaus, kann ihre Abscheu ihm gegenüber allerdings nicht verhehlen. Diese Situation bringt Deniz dazu, die Gruppierung endgültig wieder zu verlassen. Klaus teilt Susanne im Anschluss mit, dass nur sie im Bunker willkommen ist. Um eine Flucht zu verhindern, sperrt er sie in den Bunker ein und verscheucht deren beide Kinder.
Leonie eilt hierauf zu Robin und bittet diesen um Hilfe. Robin zieht mit seinen Anhängern in einer Art Prozession zu Klaus und fordert gewaltfrei die Freilassung von Susanne. Klaus verprügelt den sich nicht wehrenden Robin mit großer Brutalität, während keine der umstehenden Personen eingreift. Die halbherzigen Rufe stoppen Klaus nicht, während dieser sich in einen Rausch prügelt. Die Art und Weise, wie Robin die Schläge einsteckt, beeindruckt die Umstehenden jedoch. Noch während Klaus auf ihn einschlägt, wird Susanne von Nora, der Tochter von Klaus, befreit. Dies veranlasst Klaus, von Robin abzulassen. Robin kehrt mit seinen Anhängern und Leonie, mit Zustimmung ihrer Mutter, auf sein Schiff zurück. Auch Nora verlässt schockiert den Ort des Geschehens. Susanne und ihr Sohn Jonas begeben sich wieder nach Hause. Am nächsten Tag verstoßen auch die anderen Mitglieder der „Überlebenden“ Klaus aus der Gruppe und plündern dabei dessen Waffenarsenal.
Auf der Suche nach seiner Frau und den Kindern fährt Uli auch zur Dienststelle von Deniz, wo er diesen betrunken antrifft. Uli weiß, dass Deniz der Liebhaber seiner Frau ist. Die beiden Männer kämpfen miteinander, dabei wird Uli von Deniz angeschossen, als dieser aus dem Würgegriff Ulis zu entkommen versucht. Deniz verbindet dessen Wunde. Als dieser wieder zu sich kommt, führen die beiden ein klärendes Gespräch.
Wenige Stunden vor dem Einschlag des Asteroiden spitzt sich die Lage für alle Beteiligten zu.
Marion ist mit Hermann bei Susanne im Haus. Marion liegt in den Wehen, die Entbindung steht unmittelbar bevor. Hermann versucht weiterhin Plätze in einem Bunker für sich und Marion zu ergattern. Er bedroht hierfür nun seinen ehemaligen Vorgesetzten, welcher auch beim Auswahlverfahren für die Bunker geschummelt hat. Als dieser zu entkommen versucht, stellt Hermann seinen ehemaligen Vorgesetzten und überlässt ihn einem wütenden Mob mit dem Hinweis, dieser trage die Schuld an den fehlenden Bunkerplätzen. Hermann teilt Marion telefonisch mit, dass er nun Bunkerplätze habe und macht einen Treffpunkt mit ihr aus. Marion bringt das Kind mit Susannes Hilfe auf die Welt und fährt kurz danach mit dem Säugling zum Treffpunkt.
Im Bunker von Klaus hat dieser erneut eine Auseinandersetzung mit seiner Tochter Nora, nachdem sie herausgefunden hat, dass ihr Vater für die Erhängung von Ben verantwortlich ist. Sie zielt mit einer Waffe auf ihren Vater, der ebenfalls bewaffnet ist. Die Situation droht zu eskalieren. Deniz erscheint auf der Suche nach Susanne gerade noch im rechtzeitigen Augenblick und schießt Klaus in den Hals, woran dieser kurz darauf verstirbt.
Hermann hat den Ausweis des toten ehemaligen Vorgesetzten an sich genommen. Dieser Ausweis ist die Zutrittskarte zum Regierungsbunker, jedoch nur für den toten Vorgesetzten. Hermann lässt nach kurzer Überlegung Marion und sein frischgeborenes Baby zurück und begibt sich alleine Richtung Bunkereingang. Da er dem Foto im Ausweis nicht ähnlich sieht, fügt er sich mit einem Stein selbst schwere Verletzungen im Gesicht zu. Es gelingt ihm, die Zutrittskontrolle zu passieren. Marion wartet unterdessen noch immer am besprochenen Treffpunkt, das frischgeborene Baby im Arm. Sie weiß nicht, dass Hermann sie im Stich gelassen hat.
Der Asteroideneinschlag wird in wenigen Minuten stattfinden.
Robin ist mit seinen Anhängern auf dem alten Schiff, denn dieses wird von Robins Anhängern als der Pfad zur Rettung interpretiert. Direkt nach dem Start gibt der Motor des Schiffes jedoch den Geist auf. Robin ist deshalb davon überzeugt, dass er für die Rettung der Seinen noch zu wenig gelitten habe. Er lässt sich daraufhin von seinen Anhängern an einem Holzkreuz am Schornstein des Schiffes wie Jesus kreuzigen. Als Leonie ihn hiervon abbringen will, wird sie von Robins Anhängern verscheucht und flieht wieder nach Hause.
Deniz fährt zu Susannes Haus, holt sie und die beiden Kinder ab und bringt sie zum Bunker von Klaus. Dort wartet bereits der verwundete Uli, den er bereits zuvor dorthin gebracht hat. Deniz verabschiedet sich für immer von Susanne, weil für ihn selbst kein Platz im Bunker sei. Hiermit meint er vor allem das Familiengefüge, das er nicht zerstören möchte. Gemeinsam mit Nora bleiben Uli, Susanne und deren beide Kinder im Bunker. Nach vielen Umwegen ist somit klar, dass die Familie eine Überlebenschance hat.
Hermann realisiert im Inneren des Regierungsbunkers zu spät, dass er einen großen Fehler gemacht hat und will wieder hinaus zu seiner Frau Marion und seinem Baby, doch die Bunkertore sind endgültig verschlossen; Hermann muss verzweifelt im Bunker bleiben.
Deniz kehrt in seine Dienststelle zurück, um dort einsam zu sterben.
Marion steht noch immer mit dem Baby auf dem Arm am Treffpunkt, wohl wissend, dass Hermann nicht mehr kommen wird.
Während der am Himmel schon sichtbare herannahende Asteroid kurz vor dem Einschlag steht, hält sie ihr Frischgeborenes schützend weiterhin in den Armen und beobachtet die Flugbahn des Asteroiden. In der letzten Einstellung zeigt sich ein entspanntes Lächeln auf ihrem Gesicht.
Wer in Europa jetzt noch nicht in einem Bunker ist, wird durch die Einschlagwirkungen des Asteroiden sterben.
Der endgültige Einschlag des Asteroiden und die unmittelbaren Folgen des Aufschlags werden nicht mehr gezeigt.

## Hintergrund
Nach Abschluss der 78-tägigen Dreharbeiten in Berlin, Brandenburg und Bayern wurde die Produktionsfirma Neuesuper mit dem Grünen Drehpass der Film Commission Hamburg Schleswig-Holstein für nachweislich umweltbewusste Dreharbeiten ausgezeichnet.
Die Veröffentlichung war ursprünglich für Ende 2018 angesetzt. Im August 2018 wurde jedoch bekannt, dass die Serie wegen zahlreicher anderer Serienstarts auf Sky auf Anfang 2019 verschoben wird.
Zur Bewerbung der Serie schaltete Sky am 22. Februar 2019, also acht Tage vor der Erstausstrahlung, auf der Titelseite verschiedener Boulevardzeitungen wie Hamburger Morgenpost, Berliner Kurier, tz und Express ganzseitige Anzeigen im Stile der jeweiligen Zeitung. Dabei wurde als Schlagzeile der in acht Tagen bevorstehende Einschlag eines Asteroiden verkündet. Die Werbung war so gestaltet, dass auf den ersten Blick der Eindruck erweckt werden sollte, es handle sich um eine echte Meldung.

## Auszeichnungen und Nominierungen
Deutscher Filmmusikpreis 2019
- Auszeichnung in der Kategorie Beste Musik im Film (David Reichelt)[7]

Deutscher Schauspielpreis 2019
- Nominierung in der Kategorie Nachwuchs (Luisa-Céline Gaffron)[8]